# 大同电力
大同电力（日语：／／ Daidōdenryoku）是一家日本电力公司，存在于大正时代至昭和初期是当时的主要电力公司之一，与東京電燈、东邦电力、宇治川电气、日本电力合称“五大電力會社”。
大同电力成立于1919年，当时名为大阪送电（日语：／／），1921年合并木曾电气兴业和日本水力，成为大同电力。大同电力开发了木曾川等河流的电力资源，同时建设横跨关西、中部、关东的输电网络，成为一家发电、电力批发公司，专注于向其他电力公司供电。
1939年大同电力根據日本二戰時期頒布的《電力國家統制法案》被迫解散，設施被日本發送電等半官營公司接收。目前其拥有的发电厂由关西电力、中部电力、北陆电力三家公司继承。

## 历史

### 成立
大同电力是存在于1919年至1939年，主要向其他电力公司供应电力，即批发電力事業者。1915年名古屋电灯获得木曾川开发权，预计开发7万瓦水力资源，但名古屋电灯只有1.8万瓦的需求，因此名古屋电灯希望将多余电力输送至大阪地区。 但是该计划被关西地区的宇治川电气反对，双方无法達成協議，名古屋电灯放弃该计划，转而将多余电力投入煉鋼工業，成立木曾电气制铁，开发木曾川水力资源。
第一次世界大戰爆發後，由於大戰景氣帶來的經濟繁榮，電力需求急劇增加，尤其是關西地區遭受了嚴重的電力短缺，木曾电气制铁于是重启大阪输电计划，此時關西地區的京阪電鐵正在尋求電力供應，由於該公司董事林謙吉郎與木曾电气制铁社長福泽桃介是朋友關係，兩家公司于是形成合作關係。1919年木曾电气兴业（木曾电气制铁改名）与京阪電鐵向递信省提出成立新电力公司的申请。1918年9月“大阪送电”成立，当时大阪送电主要股东是木曾电气兴业。
除了大阪送电外，当时宇治川电气成立的日本电力也是一家电力批发公司，两间公司在关西、中部地区形成竞争态势；另外大阪电灯和京都电灯成立的日本水力也投入关西电力供应的竞争。1920年爆发战后萧条，电力需求减少，导致日本水力与大阪送电合并，在1921年2月成立大同電力。

### 电力战
从第一次世界大战结束到大正时代末期，日本有五家规模庞大的电力公司，即所谓的“五大電力會社”，除了大同電力外，另外四家公司分别是：关东地区的东京电灯、中部和北九州地区的东邦电力、关西地区的宇治川电气以及日本电力。随着电力业务规模不断扩大，大同电力积极投入木曾川水电开发，在木曾川流域修建的发电厂中，1924年竣工的水坝式水电站--大井发电站是当时日本发电量最大的发电站 。
大同電力发出的电力主要供应给电力公司，零售比例在10%左右，虽然不能说完全，但主要业务是电力批发。 大同電力的主要消费者包括五大电力會社中的宇治川电气和东京电灯，但这两家公司经常发生冲突，大同电力藉此寻求有利的供电合约。但之后宇治川電氣成立日本電力，日本電力利用高壓輸電，提高了價格競爭力，导致五大电力會社之间的冲突，在当时被称为“电力战”。大同電力与宇治川电气签订供电合约，但宇治川电气成立的日本电力却是大同电力的主要对手，而日本电力投入中部地区电力开发，影响大同電力姐妹公司东邦电力 (前身之一是名古屋电灯)的利益。

### 财务问题
儘管大同電力在整個1920年代不斷擴张，但收入的增長低於供電量的增長，为了弥补设备折旧的损失，大同電力发行公司债，但大同電力的债务不断增加。1930年代由于应对大萧条禁止黄金出口，导致日元迅速贬值，出现了外国债券偿付金额膨胀问题，大同電力也陷入财政问题，导致该公司两年没有支付股息，直到1933年資產和債務重組开始实施，公司财务状况才逐渐恢复。

### 被迫解散
但与此同时，军方主导的政府推动“電力國家統制”政策。这一政策随着1938年《電力國家統制法案》的颁布以及1939年4月半官营公司日本发送电的成立而付诸实践。在日本发送电设立过程中，大同电力被勒令投资日本发送电的电力设备，大同电力拥有的设备也被日本发送电强制收购，其余资产和债务也被鼓励转让给日本发送电 。最终大同电力于1939年4月解散，大同电力的末代社长增田次郎成为日本发送电的首任社长。
日本发送电从大同电力继承的发电厂在第二次世界大战后“电气事业再编成”期间，由关西电力、中部电力、北陆电力三家公司接管。其中木曾川流域所有发电厂，现隶属关西电力。

## 主要发电站

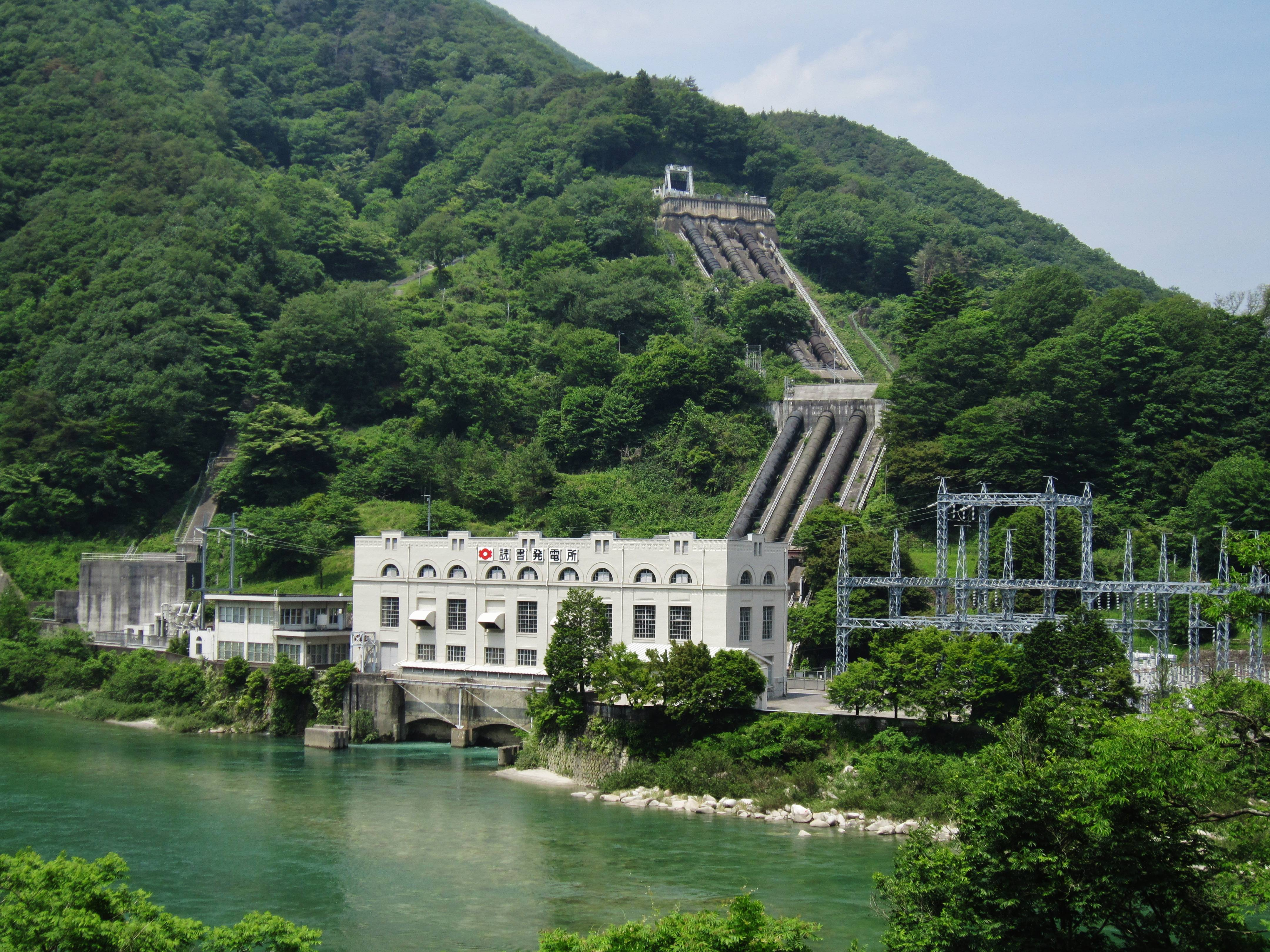
读书发电站

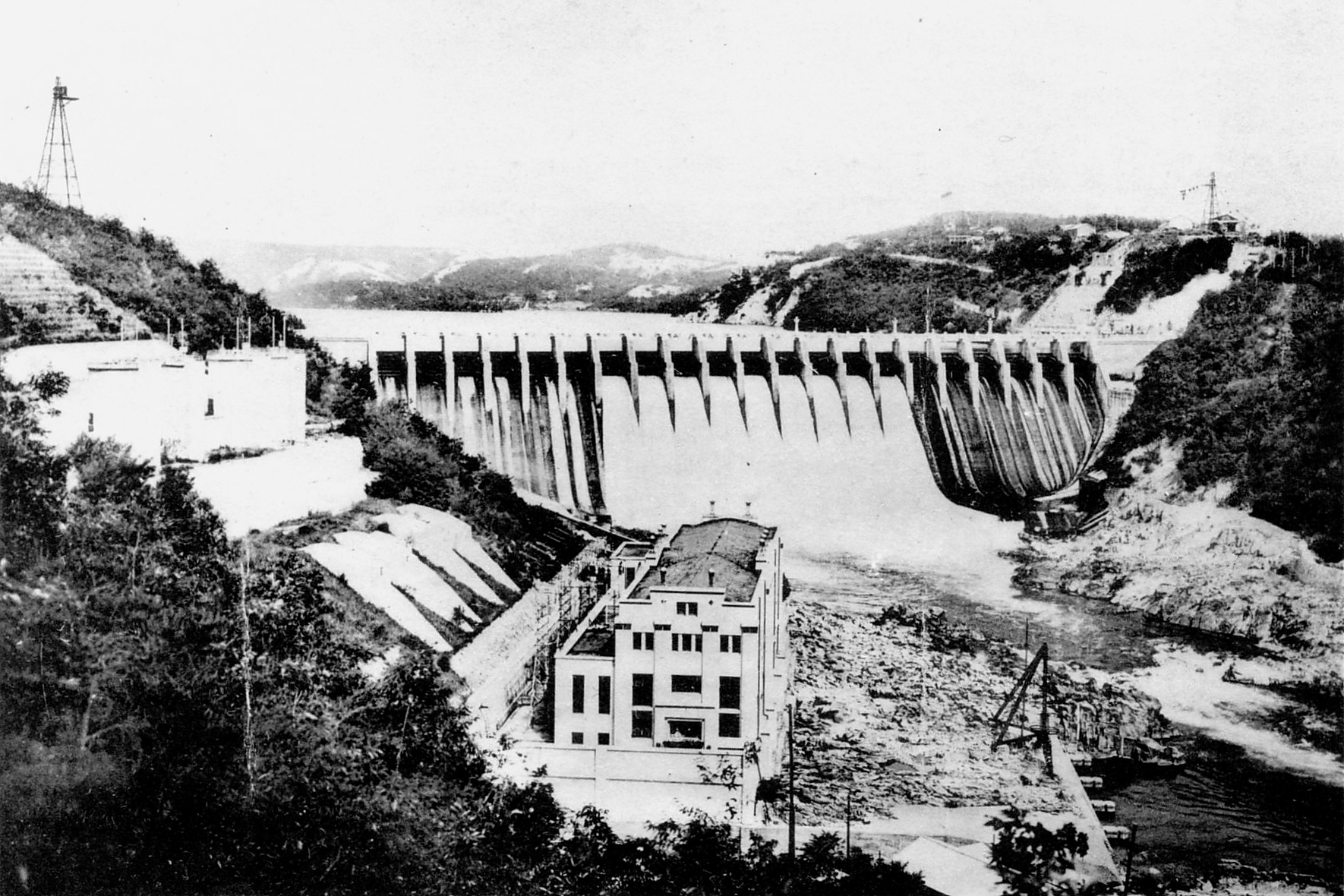
1939年的大井发电站

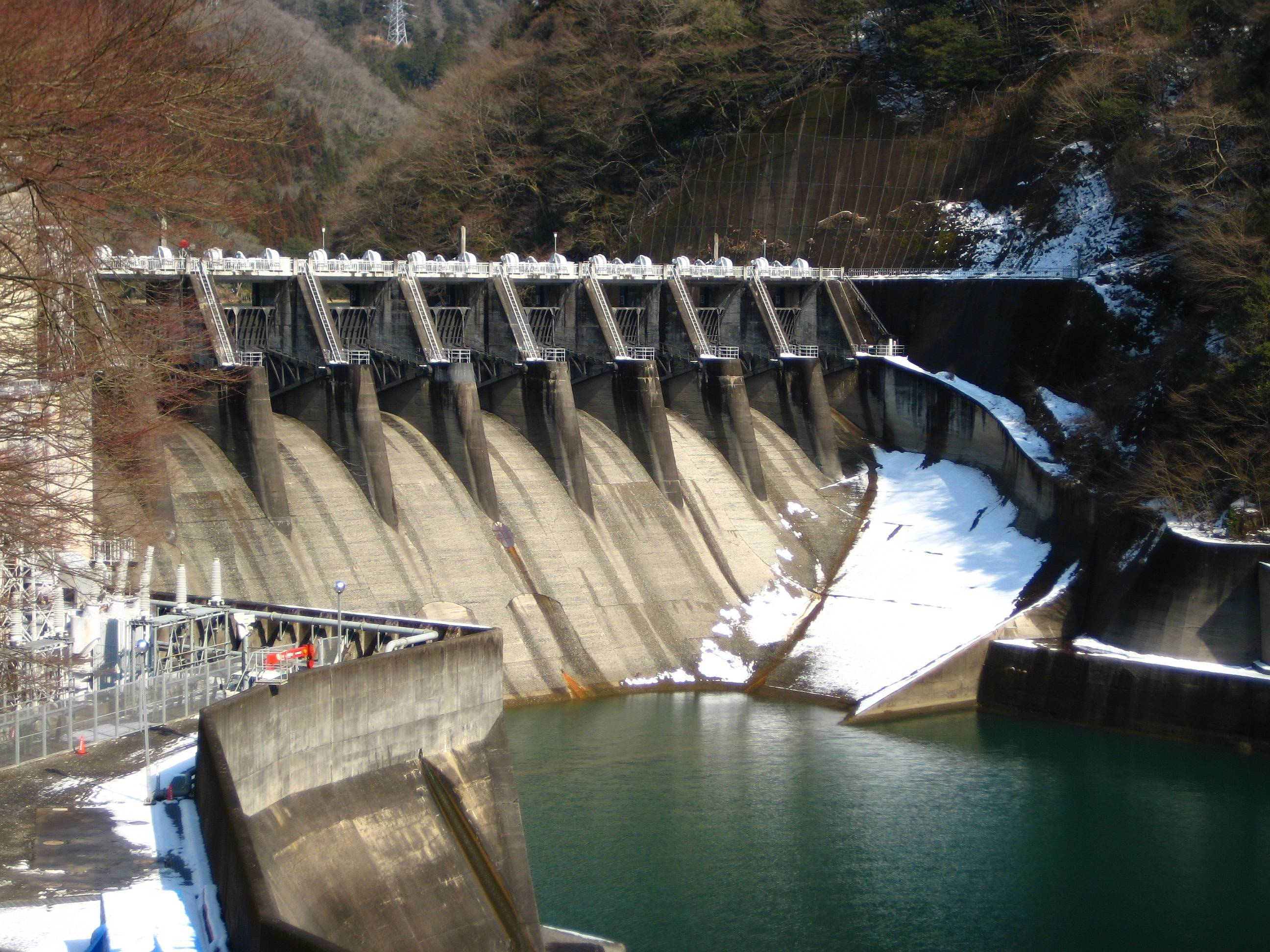
笠置发电站

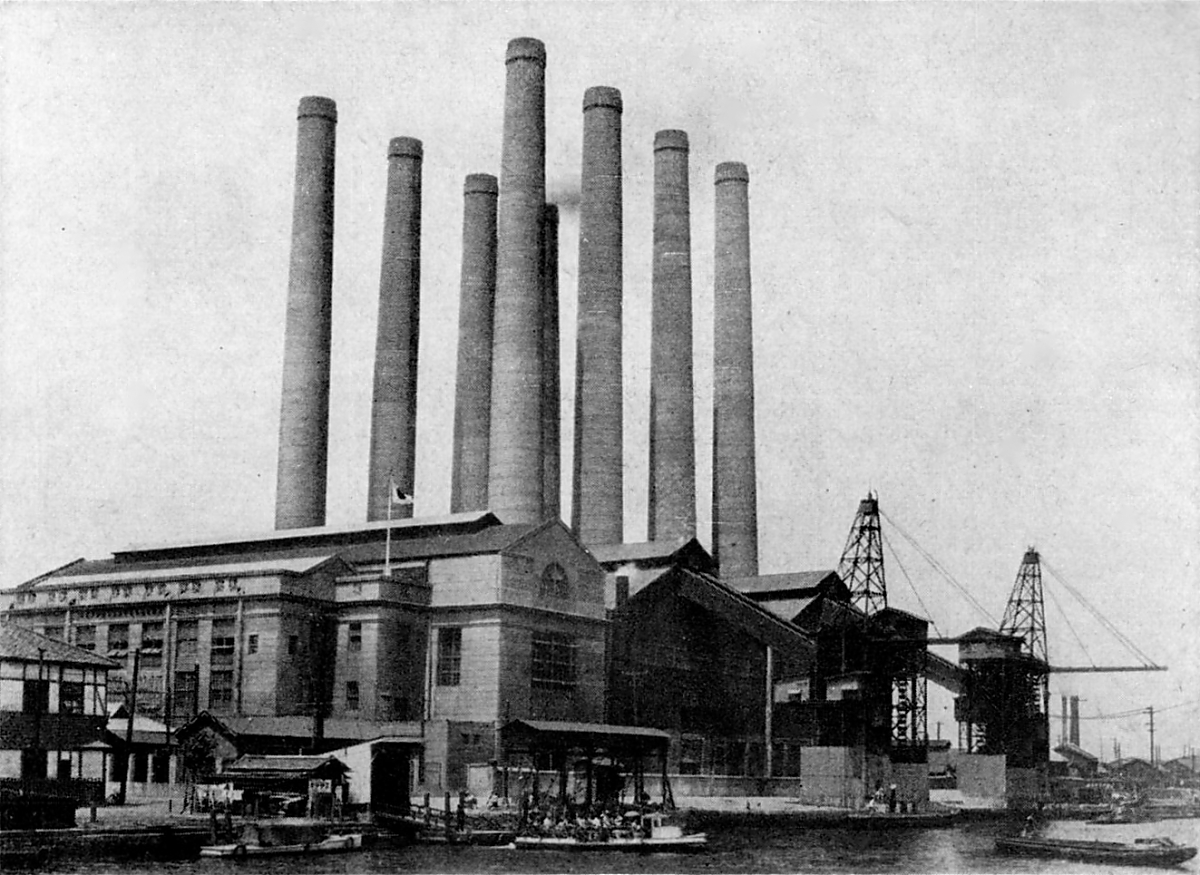
春日出第二发电站

### 水力发电站
| 名称                   | 功率 （kW）          | 所在地                   | 開始运转 （收购自）         | 现属于               |
| 木曽川水系水力発電所   | 木曽川水系水力発電所 | 木曽川水系水力発電所     | 木曽川水系水力発電所        | 木曽川水系水力発電所 |
| ---------------------- | -------------------- | ------------------------ | --------------------------- | -------------------- |
| 寝觉发电站             | 35,000               | 长野县西筑摩郡上松町小川 | 1938年9月                   | 关西電力             |
| 桃山发电站             | 24,600               | 長野县西筑摩郡上松町萩原 | 1923年11月                  | 关西電力             |
| 须原发电站             | 10,000               | 長野县西筑摩郡大桑村殿   | 1922年7月                   | 关西電力             |
| 大桑发电站             | 12,100               | 長野县西筑摩郡大桑村野尻 | 1921年8月                   | 关西電力             |
| 读书发电站             | 42,100               | 長野县西筑摩郡读书村     | 1923年12月                  | 关西電力             |
| 贱母发电站             | 16,300               | 長野县西筑摩郡山口村     | 1919年7月 （木曾電气製铁）  | 关西電力             |
| 落合发电站             | 14,700               | 岐阜县惠那郡落合村       | 1926年11月                  | 关西電力             |
| 大井发电站             | 48,000               | 岐阜县惠那郡蛭川村       | 1924年12月                  | 关西電力             |
| 笠置发电站             | 40,500               | 岐阜县加茂郡飯地村       | 1936年11月                  | 关西電力             |
| 矢作川水系水力発電所   |                      |                          |                             |                      |
| 串原发电站             | 6,240                | 岐阜县惠那郡串原村       | 1920年12月 （木曾電气製铁） | 中部電力             |
| 时濑发电站             | 6,200                | 愛知县東加茂郡旭村時瀬   | 1923年1月 （尾三電力）      | 中部電力             |
| 笹户发电站             | 9,000                | 愛知县東加茂郡旭村笹戸   | 1935年12月                  | 中部電力             |
| 旭发电站               | 1,200                | 愛知县東加茂郡旭村牛地   | 1922年6月 （尾三電力）      | 中部電力             |
| 九头龙川水系水力発電所 |                      |                          |                             |                      |
| 西胜原第二发电站       | 7,200                | 福井县大野郡五箇村西勝原 | 1919年6月 （日本水力）      | 北陸電力             |
| 大和川水系             |                      |                          |                             |                      |
| 千早第一发电站         | 110                  | 大阪府南河内郡千早村     | （千早川水電）              | 関西電力             |
| 千早第二发电站         | 100                  | 大阪府南河内郡千早村     | （千早川水電）              | 関西電力             |
| 泷畑第一发电站         | 120                  | 大阪府南河内郡高向村     | （千早川水電）              | 関西電力             |
| 泷畑第二发电站         | 82                   | 大阪府南河内郡高向村     | （千早川水電）              | 関西電力             |

### 火力发电站
| 名称             | 功率 （kW）    | 所在地                       | 開始运转 （收购自）    | 废止 （废止时所属公司） |
| ---------------- | -------------- | ---------------------------- | ---------------------- | ----------------------- |
| 安治川发电站     | 18,000         | 大阪市此花区 安治川上通2丁目 | 1914年4月 （大阪電灯） | 1944年                  |
| 春日出第一发电站 | 30,000 →50,000 | 大阪市此花区 六軒家町        | 1919年4月 （大阪電灯） | 1951年12月 （关西電力） |
| 春日出第二发电站 | 40,000 →65,000 | 大阪市此花区 安治川通3丁目   | 1922年9月 （大阪電灯） | 1957年12月 （关西電力） |
| 毛马发电站       | 12,500         | 大阪市旭区友渕町             | 1922年10月             | 1944年1月               |